# Ayumi hamasaki PREMIUM SHOWCASE 〜Feel the love〜
『ayumi hamasaki PREMIUM SHOWCASE 〜Feel the love〜』（アユミ・ハマサキ・プレミアム・ショーケース・フィール・ザ・ラブ）は、浜崎あゆみが2014年に行ったライブツアーであり、2014年10月22日発売のDVDおよびBlu-ray Discである。

## 解説
2014年5月30日から7月6日にかけて東京・大阪・名古屋の3都市で開催された。
同年7月8日発売の15枚目のアルバム『Colours』に先駆けて、アルバムに収録されている楽曲のなかから新曲を2曲ずつ収録したCDを各会場で先行配布された。名古屋・日本ガイシホールは「XOXO/Terminal」、大阪・大阪城ホールは「Angel/Lelio」、そして東京・国立代々木競技場第一体育館は「What is forever love/NOW & 4EVA」という限定CDが配られた。

## 曲目
1. WHATEVER
2. Last angel
3. Magical Night
4. decision
5. NEVER EVER
6. Because of You
7. What is forever love
8. Starry night
9. TO BE
10. Hello new me
11. circus
12. Adagio for A
13. Angel
14. DJ TIME
15. Terminal
16. Connected
17. STEP you
18. XOXO
19. Jump!
20. Lelio
21. You & Me
22. Bold & Delicious
23. NOW & 4EVA
24. Boys & Girls
25. July 1st
26. Feel the love

## 参加ミュージシャン
- 浜崎あゆみ：Vocal
- 山崎"Princess"陽子：Chorus
- Timothy Wellard：Chorus

バンドメンバー
- エンリケ：Bass
- 野村義男：Guitar
- 友成好宏：Keyboards
- 宮崎裕介：Keyboards
- 浜崎大地：Drums